# 스크림 (프랜차이즈)

스크림(Scream)은 미국의 살인 미스터리이자 메타 슬래셔 프랜차이즈로, 6편의 영화(7편은 현재 개발 중), TV 시리즈, 상품, 게임으로 구성되어 있다. 처음 네 편의 영화는 웨스 크레이븐이 감독했다. 이 시리즈는 처음 두 편의 영화와 네 번째 영화를 썼으며 다시 일곱 번째 영화를 감독하게 된 케빈 윌리엄슨이 제작했다. 에런 크루거가 세 번째를 썼다. 다섯 번째와 여섯 번째 작품은 맷 베티넬리올핀과 타일러 질레트(Tyler Gillett)가 감독했으며 가이 부식(Guy Busick)과 제임스 밴더빌트(James Vanderbilt)가 각본가로, 윌리엄슨이 총괄 프로듀서로 돌아왔다. 디멘션 필름스는 처음 4개의 영화를 제작했다. 스파이글래스 미디어 그룹은 파라마운트 픽처스가 배급하는 다섯 번째 영화의 권리를 인수했다. 이 영화 시리즈는 전 세계 박스오피스에서 9억 1천만 달러 이상의 수익을 올렸다.

## 같이 보기
- 데드 바이 데이라이트